# Slang Prostitution
Slang Prostitution è il quinto album in studio da solista del rapper statunitense Cappadonna (Wu-Tang Clan), pubblicato nel 2009.

## Tracce
1. You Can't Keep a Good Man Down (Part One)
2. Savage Life
3. Three Knives (feat. 3rd Digala & Lounge Lo)
4. Walk with Me (feat. Joey Lee)
5. Do You Remember?
6. That Staten Island Shit (feat Lounge Lo)
7. Stories (feat. Jojo Pellegrino & 3rd Digala)
8. Life's a Gamble (feat. Raekwon & Rachet)
9. Hustle & Flow
10. You Can't Keep a Good Man Down (Part Two)
11. Pistachio (feat. Lounge Lo, King Just & Mega Don)
12. Grungy (feat. G-Clef Da Mad Komposa)
13. What's Really Up?
14. Da Vorzon (feat. Lounge Lo & 3rd Digala)
15. Somebody Got to Go (feat. Lounge Lo & Ghetto Philharmonic)
16. Fire (feat. Masta Killa)
17. Speed Knots (feat. Precise)
18. Stay Shining (feat. 3rd Digala)
19. You Can't Keep a Good Man Down (Part Three)